# Execuție imperială
Execuția imperială (în germană Reichsexekution) în Sfântul Imperiu Roman era un mijloc de a impune deciziile Dietei Imperiale sau ale împăratului prin forță militară. Prevederile legale în vigoare permiteau împăratului să suspende exercitarea drepturilor unui stat din imperiu și să inițieze intervenția militară împotriva acestui stat. Deoarece împăratul nu putea pune în practică el însuși o execuție imperială, putea ordona unuia sau mai multor principi imperiali să facă acest lucru. Măsuri similare au fost aplicate în Confederația Germană în secolul al XIX-lea și în Republica Weimar în secolul al XX-lea.

## În Sfântul Imperiu Roman
Dieta Imperială, reunind reprezentanții statelor din imperiu în ședința de la Worms din 1495, a promulgat la cererea împăratului Maximilian I, legea Păcii eterne (Ewiger Landfriede) care-l autoriza pe împărat să acționeze împotriva oricui ar tulbura pacea imperiului. Această prevedere este specificată și în ordonanțele imperiale din 1512 și 1555.
După o hotărâre pronunțată de unul dintre cele două organe judiciare supreme ale imperiului (Reichskammergericht sau Consiliul Aulic), împăratul putea cere unuia sau mai multor state aparținând aceluiași district imperial să acționeze împotriva statului pentru care fusese instituită execuția imperială. De asemenea, împăratul putea apela la districtele vecine pentru a iniția un „război de execuție” (Reichsexekutionsskrieg) prin convocarea Armatei Sfântului Imperiu Roman. Execuția imperială putea fi folosită și pentru a impune o interdicție imperială.

Asediul orașului Donauwörth de către armata suedeză (1632)

Cele mai semnificative ordine de execuție imperială emise în Sfântul Imperiu Roman au fost:
- 1514 - împotriva cavalerului Götz von Berlichingen;
- 1535 - împotriva Republicii anabaptiste Münster;
- 1546 - împotriva Ligii de la Schmalkalden ceea ce a generat Războiul Smalkaldic împotriva principilor protestanți;
- 1566 - împotriva lui Ioan Frederic al II-lea de Saxonia;
- 1607 - împotriva orașului imperial liber Donauworth;[2]
- 1620 - împotriva lui Frederic al V-lea al Palatinatului în timpul Războiului de treizeci de ani;[3]
- 1675 - împotriva Ducatului de Bremen și Verden aparținând regelui Suediei;
- 1708 - împotriva orașului imperial liber Hamburg;
- 1719 - împotriva ducelui Karl Leopold de Mecklenburg-Schwerin;
- 1757 - împotriva lui Frederic al II-lea al Prusiei în timpul Războiului de șapte ani
- 1789 - împotriva Republicii Liege.

## În Confederația Germană

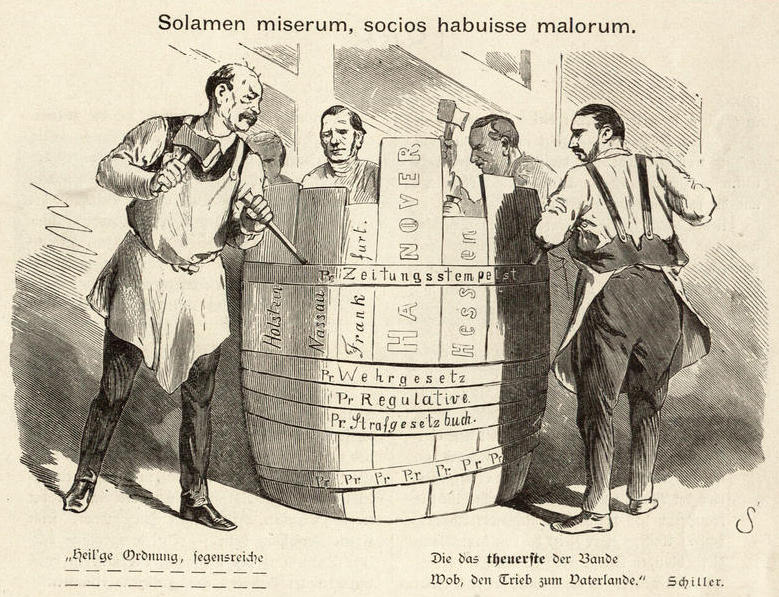
Cancelarul prusac Bismarck impunând legea prusacă statelor germane anexate (caricatură germană, Kladderadatsch, 1867)

Confederația Germană, înființată prin Tratatul de la Viena din 1815 și actul său adițional din 1820, prevedea la articolul 26 posibilitatea aplicării execuției confederale împotriva unui stat membru. Această prevedere s-a aplicat de mai multe ori :
- 1830 - împotriva lui Carol al II-lea de Brunswick care a refuzat să aplice constituția promulgată în numele său de tutorele său, George al IV-lea al Regatului Unit;
- 1834 - împotriva orașului imperial liber Frankfurt în timpul încercării revoluționare Frankfurter Wachensturm (Atacul Gărzii din Frankfurt);
- 1863 - împotriva Regatului Danemarcei care refuza să recunoască drepturile ducatelor germane Schleswig și Holstein generând Războiul Ducatelor;
- 1866 - împotriva Prusiei care se opunea administrării ducatelor de către Imperiul Austriac; adunarea confederală a votat execuția federală (Bundesexecution) pe 14 iunie 1866 generând Războiul austro-prusac și dizolvarea Confederației proclamată la 24 august;[4] mai multe state germane aliate cu Prusia au refuzat ordinul execuției federale și au format împreună cu aceasta Confederația Germană de Nord.[5]

În timpul revoluțiilor germane din 1848–1849 nu au fost luate măsuri de execuție confederală. Delegații naționaliști liberali ai Parlamentului de la Frankfurt (mai 1848 – mai 1849) au promulgat o constituție care a restabilit dreptul la execuție imperială care a intrat în vigoare doar ocazional.
Prevederile similare din constituțiile Confederației Germane de Nord (Bundesexekution) și ale Imperiului German (Reichsexekution) nu au fost niciodată aplicate.

## În Republica Weimar
În timpul Republicii de la Weimar (1918–1933), articolul 48 din Constituția de la Weimar prevedea dreptul la execuție imperială de care s-a făcut uz în mod repetat:
- 1920 - împotriva Turingiei și Saxa-Coburg-Gotha;
- 1923 - împotriva Statului Liber Saxonia când cancelarul Gustav Stresemann a dizolvat guvernul de coaliție al social-democraților și comuniștilor după încercarea de revoluție comunistă numită în istorie „Octombrie german”;
- 1932 - împotriva Statului Liber Prusia în timpul loviturii de stat.

Autonomia statală a fost efectiv abolită în Germania nazistă în 1934 în timpul procesului de eliminare a oricăre posibile opoziții numit Gleichschaltung care avea scopul de a elimina.